# کیروفسک، اوبلاست لنینگراد
شهر کیروفسک، اوبلاست لنینگراد (به روسی: Кировск) در کشور روسیه و در اوبلاست لنینگراد واقع شده‌است.